# Basenji
Basenji là một giống chó săn có nguồn gốc từ Trung Phi. Đây là giống chó săn có đặc tính là không sủa dù chúng là chó. Chúng là một trong những giống chó săn có nguồn gốc lâu đời nhất. Đây cũng là giống chó khó đào tạo thứ hai trong tất cả các giống chó và có thể trở nên nguy hiểm.

## Tổng quan
Đây là giống chó săn có nguồn gốc từ lâu đời. Dấu hiệu đầu tiên của giống chó tương tự Basenji được tìm thấy ở những ngôi mộ ở Ai Cập, và những bức vẽ trên tường từ 5000 năm trước. Còn được gọi là chó Congo, được mang đến châu Âu từ năm 1934. Những nhà nhân giống ở Anh đã chọn lọc và du nhập chúng ra toàn thế giới. Ở châu phi, Basenji được dùng để chỉ đường trong những khu rừng, để cảnh báo và đề phòng những con thú nguy hiểm tiến lại gần, và chúng còn được sử dụng để đi săn theo bầy đàn. Tộc dân Pig-mê (Azande và Mangbetu) gọi giống chó này là Vật nhỏ trong bụi và cho đến ngày nay chúng vẫn phục vụ cho việc săn bắn trên một vùng rộng lớn từ vùng trũng Kongo đến Sudan.
Vào năm 1870 Dr. Georg Schweinfirth đã mô tả: Giống chó này gần giống Spitz nhưng lại là giống chó có lông ngắn và trơn, với đôi tai lớn, luôn dựng đứng và có đuôi luôn cuộn tròn như đuôi lợn con. Ông ta tìm thấy giống chó này trong vùng Bahr-el-Ghasal (Nam Sudan) bên cạnh bộ tộc Niam-Niam hay Azande. Lũ chó này sống thành bầy đàn độc lập trong các làng mạc, tự nuôi sống mình và theo chân các thợ săn để phát hiện thú rừng và xua chúng vào lưới do họ giăng sẵn. Chó Basenji còn được biết dưới các tên như chó săn Nyan-Nyan, Bongo, chó sục Kongo và chó Zande. Vào năm 1937 Olivia Burn đã cho Basenji đẻ lứa đầu tiên bên ngoài châu Phi và đặt tên cho chúng là Chó biết nói.

## Đặc điểm

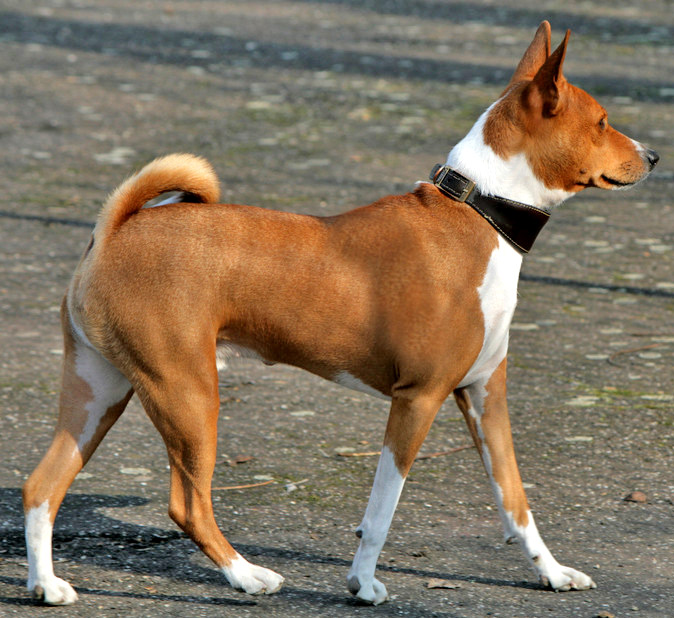
Một con chó Basenji

Basenji là giống chó nhỏ, đặc biệt, thanh lịch, có ngoại hình lực lưỡng so với kích cỡ họ chó sục cáo (fox terrier). Có hình ảnh một chú chó cân bằng, nhanh nhẹn, tương tự như linh dương gazen. Con đực cao từ 16-17 inches (41–43 cm.), nặng từ 22-26 pounds (10–12 kg). Con cái cao từ 15-16 inches (38–41 cm.), nặng từ 20-25 pounds (9–11 kg.). Bắp thịt rắn chắc, sọ bằng phẳng. Dấu hiệu để nhận dạng giống này là chúng có dáng chạy như ngựa. Basenji không bao giờ sủa, nhưng vẫn có nhiều cách phát âm khác. Nó có thể gần gừ, tru, rên ư ử tùy vào tâm trạng của nó.
Chúng có bộ lông bóng mượt, có thể là đỏ đồng, đỏ, đen và nâu vàng, đen và vện. Thường có màu trắng ở chân, ngực, và chóp đuôi. Vài cá thể biến dị thì có vệt trắng trên mặt, chân và cổ trắng riêng cổ có thể không, giống này rụng lông rất ít. Lưng bằng phẳng, chân dài, trán có nếp nhăn. Đôi tai thẳng đứng và hướng về phía trước. Đuôi hướng lên cao và xoắn nhỏ lại qua hướng bên kia của lưng. Đuôi cong, cuộn chặt trên lưng, Mắt nhỏ và có hình quả hạnh. Basenji tự làm sạch giống như loài mèo và chúng không có mùi hôi, vì vậy cần rất ít sự chăm sóc. Thích hợp cho những người bị dị ứng.
Không giống như hầu hết những giống chó được nuôi trong gia đình khác, thường có 2 mùa động dục mỗi năm, basenji một năm chỉ động dục một lần, chó cái sinh từ 4 đến sáu con. Giống chó này thường hay mắc phải hội chứng Fanconi, cần được điều trị kịp thời khi triệu chứng biểu hiện ra ngoài, chúng còn có thể bị mòn võng mạc, bệnh về ruột và những vấn đề về mắt. Tuổi thọ chúng khoảng 10-12 năm.

## Tập tính
Chúng rất thích nhai, vì vậy nên cho nó nhiều đồ chơi. Là giống chó thích leo trèo, và sẽ dễ dàng vuợt qua những thứ như hàng rào, lưới sắt. Basenji luôn cảnh giác, nhanh nhẹn, trìu mến, mạnh mẽ và hiếu kì. Rất thích chơi đùa, sẽ trở thành vật nuôi tốt nếu như được đối xử tốt từ khi còn nhỏ. Nó rất thông minh, phản ứng tốt khi được huấn luyện với niềm vui làm vừa lòng chủ. Có thể dè dặt với người lạ. Chúng hơi có phần sống tách rời, nhưng vẫn ràng buộc với con người. Phải cảnh giác khi ở chung với các vật nuôi khác. Chúng thường kiên nhẫn, nhưng tốt nhất là với những đứa trẻ thận trọng. Basenji không thích thởi tiết ẩm ướt. Basenji giỏi theo cách của riêng nó, bướng bỉnh nhưng cũng quyến rũ.
Được mô tả là giống chó nhanh nhẹn, nghịch ngợm và đầy sinh lực khi chơi đùa cũng như lôi kéo chủ nhân chơi đùa cùng với chúng. Khao khát mạnh mẽ được chơi đùa có thể dẫn đầu chó những vấn đề về cư xử nếu như bỏ chúng ở một mình. Và tính hiếu động của con chó, mặc dù chúng tương đối yên lặng. Basenji có thể sống tốt trong điều kiện căn hộ nếu như cho chúng luyện tập đầy đủ, tốt nhất là nên có một mảnh sân cho chúng. Chúng thích được ở cùng với 2 hoặc ba con Basenji khác, chúng sẽ không cắn lẫn nhau. Basenji cần những bài tập sôi nổi hằng ngày. Chúng sẽ có khuynh hướng trở nên béo và lười biếng nếu như người chủ không phù hợp cho việc này.